# Horův cippus

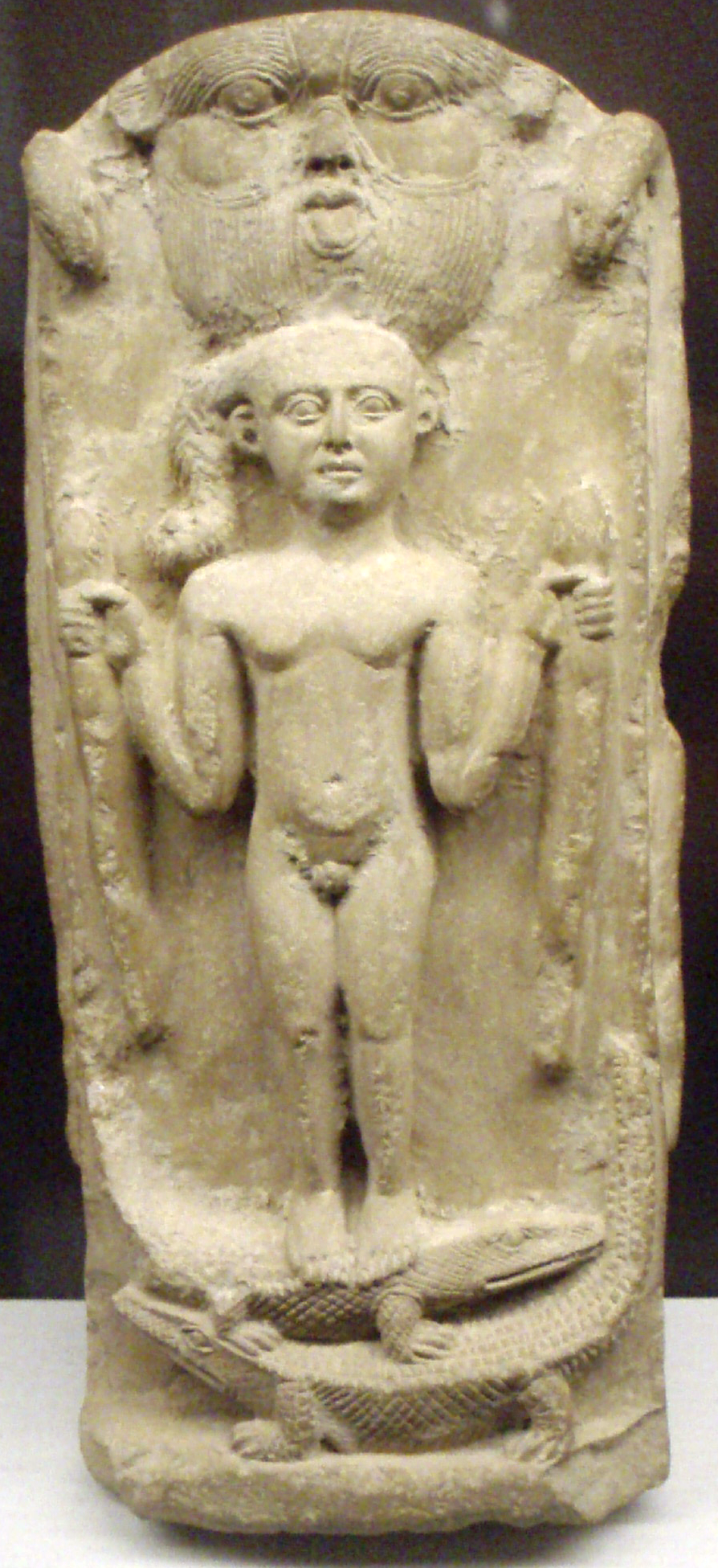
Horův cippus

Horův cippus (tj. Horův štít, název je odvozen analogicky od latinského slova cippus; jen ojediněle se používá také název Horova stéla) je označení užívané v egyptologii pro zvláštní případ staroegyptské stély spojené s mytologickým okruhem bohů Esety a jejího syna Hora. Doložen je od Třetí přechodné doby až do konce ptolemaiovské doby. Za nejzdařilejší exemplář bývá pokládána tzv. Metternichova stéla z doby panovníka Nachthareheba.
Horův cippus má podobu zpravidla kamenné desky se zobrazením boha Hora ve formě Harpachereda v podobě dítěte stojícího na krokodýlech a svírajícího v rukou další nebezpečná zvířata, např. hady, štíry a podobná hrozící uštknutím nebo pokousáním. U starších exemplářů bývá nad postavou dítěte vyobrazena hlava ochranného boha Besa vystupující z vlastního těla cippu, která se později stala součástí rámu. Stély obsahují nápisy s mytologickými a magickými texty, které se odříkávaly při léčbě chorob a na ochranu proti kousnutí, štípnutí nebo uštknutí. Vystupují v nich bohové, jejichž zásah má postiženému poskytnout uzdravení: zejména Eseta, která oživila Usira a byla proto pokládána za „velkou kouzelnici“, Thovt – „pán božích slov“ a jejich magické moci heka, a Hor – archetyp vítěze nad nepřáteli, ale také božského dítěte, jemuž bohové poskytují ochranu do doby, než bude moci svého vítězství vlastní mocí dosáhnout. Jak uvádí Jan Assmann, „bezbrannost dítěte je vzorem všech pacientů, Esetina magická a mateřská síla je vzorem lékařské pomoci“.
Ikonografie Hora jako dítěte souvisí s titulem šed – „zachránce“, který byl od Staré říše spojován s nejrůznějšími bohy a vyjadřoval „ochrannou božskou sílu a magickou moc zahánějící zlo a přemáhající nepřátele.“ V kontextu usirovských mýtů je zplození syna prostředkem, jímž Usir – zemřelý král bude pomstěn a zachráněn před smrtí; Hor jako dítě v jistém smyslu „vyléčí otcovu smrt“ svým budoucím vítězstvím nad Sutechem. Proto mohl být titul šed propojován především s představou následníka, tedy královského dítěte: od doby 18. dynastie byla obecná představa „zachránce“ zosobněna v samostatném stejnojmenném bohu Šedovi zobrazovaném v podobě mladíka s dětským copánkem a s ureem. Ten byl nakonec ztotožněn s Harpacheredem.
Cippi bývaly většinou umísťovány ve veřejně přístupných částech chrámových areálů, některé jsou doloženy i ze soukromých domů a z hrobek. Zdá se, že od 25. dynastie byla jejich malá provedení běžnou a nezbytnou součástí domácností. Sloužily jako prostředek léčení, a to nejen prostřednictvím recitace: přes některé exempláře bývala přelévána a v malé nádržce zachycována voda, která podle představ Egypťanů měla absorbovat léčivé účinky zapsaných textů. Jejím vypitím se nemocnému mělo dostat pomoci.